# Lyperogryllacris maculipes
Lyperogryllacris maculipes är en insektsart som först beskrevs av Walker, F. 1869.  Lyperogryllacris maculipes ingår i släktet Lyperogryllacris och familjen Gryllacrididae. Inga underarter finns listade i Catalogue of Life.